# 先輩 〜LOVE AGAIN〜
「先輩 ～LOVE AGAIN～」（せんぱい ラヴ アゲイン ）は、2003年11月12日にzetima（現・UP-FRONT WORKS zetimaレーベル）から発売されたカントリー娘。に紺野と藤本（モーニング娘。）の2ndシングル。

## 解説
カントリー娘。としては10作目となるシングル。
カップリングでは、太陽とシスコムーンの「丸い太陽」をカバーしている。

## 収録曲
全作詞・作曲：つんく（特記以外）
1. 先輩 〜LOVE AGAIN〜
編曲：平田祥一郎
2. 丸い太陽 (2003 Ver.)
編曲：土肥真生
3. 何が愛かわからないけど…
作曲：たいせー　編曲：湯浅公一
4. 先輩 〜LOVE AGAIN〜 (Instrumental)

## 参加ミュージシャン
先輩 〜LOVE AGAIN〜
- プログラミング：平田祥一郎
- コーラス：カントリー娘。に紺野と藤本（モーニング娘。）

丸い太陽 (2003 Ver.)
- プログラミング：土肥真生
- コーラス：カントリー娘。に紺野と藤本（モーニング娘。）・稲葉貴子・新堂敦士・つんく

何が愛かわからないけど…
- プログラミング&キーボード：湯浅公一
- ギター：高橋諭一
- コーラス：カントリー娘。に紺野と藤本（モーニング娘。）